# Leucanor
Leucanor  fou un rei del Bòsfor Cimmeri.
Va succeir al seu germanastre Espàrtoc III. Arsacomes un enviat escita, va anar a recordar al rei les seves obligacions tributàries amb els escites. Mazea, germana del rei, i Arsacomes, es van enamorar, però l'enviat escita era d'origen humil i no fou acceptat. Mazea fou donada en matrimoni a Adimarc rei de Maquilene (Machylene). Loncates i Macentes, amics d'Arsacomes, van reunir un exèrcit per venjar l'ofensa i van matar a traïció Leucanor.
El va succeir el seu germanastre Eubiot